# Мангаймський палац
Мангаймський палац (нім. Schloss Mannheim) — барочна резиденція правителів Курпфальцу на березі Рейну в місті Мангаймі. Курфюрст переїхав в Мангайм з Гайдельберзького замку в 1720 році і постійно проживав у палаці до 1777 року, після чого за умовами Тешенського договору поїхав правити Баварією в Мюнхен. В даний час палац зайнятий Мангаймським університетом.
Палац будувався в 1720—1760 роки під час правління пфальцьких курфюрстів Карла III Філіпа і Карла Теодора. При довжині фасаду в 450 метрів і облаштованій площі в 6 гектарів, резиденція належить до найбільших палаців Європи XVIII століття. Курфюрст наполіг, щоб його палац мав на одне вікно більше, ніж взірцевий для нього Версаль. Будівництво фінансувалося частково через спеціальний податок, який сплачувало населення Пфальца. У літню пору курфюрст зазвичай їхав з Мангайма в Шветцингенський палац. Мангаймський двір славився на всю Європу своєю любов'ю до музики (див. Мангаймська школа).
Починаючи від палацу і до річки  Неккар простягається історичний центр міста — так звані «квадрати» — прямокутні блоки будинків, розділені вулицями, перпендикулярними і паралельними до стін палацу. Квадрати носять назви, що складаються з букви і числа (наприклад, «A1» або «M7»), які розподілені відносно палацу і головної вулиці міста, що проходить від фасаду палацу до мосту через Неккар. Ця вулиця носить назву Kurpfalzstrasse, але містянами іменується виключно як Широка вулиця (нім. Breite Strasse). Вона знаходиться наполовину в пішохідній зоні, в якій розташовані численні магазини і адміністративні будівлі.
Під час Другої світової війни палац було майже повністю зруйновано, з 1956 по 1961 відбудовувався заново. Пізніше частково перебудовувався і приводився у вигляд, який більше відповідає довоєнному. 

Палац у 2002 році